# Вихен (община)
Вихен (нидерл. Wijchenо файле, МФА: [ˈʋixə(n)]) — община в провинции Гелдерланд (Нидерланды). Административный центр — город Вихен. По данным на 1 февраля 2012 года население общины составляло 40 731 человек.

## История
Община была образована в 1984 году путём слияния прежних общин Оверасселт, Батенбюрг, Бергхарен и Вихен.

## Состав
В общину Вихен входят следующие населённые пункты (в скобках — население на 31.12.2009):
- Вихен (32 904)
- Алверна (2 405)
- Балгой (779)
- Балтенбюрг (691)
- Бергхарен (1 779)
- Хернен (820)
- Лёр (130)
- Нифтрик (570)

## Известные уроженцы
- Бернард те Гемпт (1826—1879) — голландский художник-анималист.